# Người tiếp xúc UFO
Người tiếp xúc UFO (tiếng Anh: Contactees) là những người tuyên bố đã từng tiếp xúc với người ngoài hành tinh. Một số chủ thể kể lại có những cuộc gặp gỡ đang diễn ra, trong khi những người khác tuyên bố chỉ có một cuộc gặp gỡ duy nhất. Bằng chứng hầu hết đều mang tính giai thoại trong mọi trường hợp.
Là một hiện tượng văn hóa, người tiếp xúc UFO có lẽ trở nên nổi tiếng nhất từ cuối những năm 1940 đến cuối những năm 1950, nhưng các cá nhân vẫn tiếp tục đưa ra những tuyên bố tương tự cho đến nay. Một số đã chia sẻ thông điệp của họ với một nhóm nhỏ môn đồ, và nhiều người còn đăng bản tin hoặc phát biểu tại các hội nghị về UFO.
Phong trào người tiếp xúc UFO đã nhận được sự chú ý nghiêm túc từ giới nghiên cứu và học giả chính thống. Trong số những nghiên cứu sớm nhất là nghiên cứu kinh điển năm 1956 trong tác phẩm When Prophecy Fails của Leon Festinger, Henry Riecken và Stanley Schachter, nhằm phân tích hiện tượng này. Đã có ít nhất hai tuyển tập các bài báo khoa học cấp đại học liên quan đến các phong trào của người tiếp xúc UFO.
Những lời tường thuật của người tiếp xúc UFO thường khác với những đối tượng bị người ngoài hành tinh bắt cóc, ở chỗ trong khi những người tiếp xúc UFO thường mô tả những trải nghiệm có lợi liên quan đến người ngoài hành tinh nhìn giống con người, thì trái lại những người bị bắt cóc hiếm khi mô tả tích cực trải nghiệm của họ.

## Tổng quan
Nhà thiên văn học J. Allen Hynek đã mô tả người tiếp xúc UFO với nhận định rằng:
"Chuyến viếng thăm Trái Đất của những sinh vật nhìn chung lành tính với mục đích bề ngoài là truyền đạt (thường là cho một số tương đối ít người được lựa chọn và ưu ái) thông điệp về 'tầm quan trọng của vũ trụ'. Những người nhận được chọn này thường có trải nghiệm tiếp xúc lặp lại, liên quan đến các thông điệp bổ sung..."
Người tiếp xúc UFO đã trở thành một hiện tượng văn hóa trong những năm 1940 và tiếp tục trong suốt những năm 1950 và 1960, họ thường diễn thuyết và viết sách về trải nghiệm của mình. Hiện tượng vẫn tồn tại cho đến ngày nay. Những người hoài nghi thường cho rằng những "người tiếp xúc UFO" như vậy đã dối trá hoặc không trung thực trong câu chuyện của họ. Susan Clancy đã viết rằng những tuyên bố như vậy là "ký ức sai" được tạo ra từ "sự pha trộn của chứng hoang tưởng kỳ ảo, sự biến dạng trí nhớ, chữ viết sẵn có trong văn hóa, ảo giác khi ngủ và thiếu kiến thức khoa học".
Người tiếp xúc UFO thường mô tả Space Brothers (Anh em Vũ trụ) ít nhiều giống hệt về ngoại hình và cách cư xử với con người. Brothers cũng gần như luôn được kể lại là bị phân tâm bởi bạo lực, tội phạm và chiến tranh tàn phá Trái Đất, cũng như việc sở hữu vũ khí hạt nhân và nhiệt hạch của các quốc gia khác nhau trên Trái Đất.
Curtis Peebles tóm tắt các đặc điểm chung trong nhiều lời tường thuật của người tiếp xúc UFO như sau:
- Một số người nhất định đã tiếp xúc thể chất hoặc tinh thần với những người ngoài hành tinh không gian dạng người, có vẻ nhân từ
- Những người tiếp xúc UFO cũng đồng hành trên tàu vũ trụ dường như ở thế giới khác và du hành vào không gian và đi đến các hành tinh khác
- Space Brothers muốn giúp nhân loại giải quyết các vấn đề của mình, ngừng thử nghiệm hạt nhân và ngăn chặn sự hủy diệt không thể tránh khỏi của loài người
- Điều này sẽ được thực hiện rất đơn giản bởi tình anh em truyền đi thông điệp về tình yêu thương và tình anh em trên khắp thế giới
- Những sinh vật nham hiểm khác, người áo đen, sử dụng các mối đe dọa và vũ lực để tiếp tục che dấu UFO và dập tắt thông điệp về niềm hy vọng gửi gắm cho nhân loại

## Lịch sử tiếp xúc UFO

### Tiếp xúc UFO ban đầu
Mặc dù từ người tiếp xúc UFO không được sử dụng phổ biến cho đến những năm 1950, các tác giả của tuyển tập được lưu ý trong "nguồn" dưới đây sử dụng thuật ngữ này để mô tả những người kể lại xảy ra hàng thế kỷ trước kỷ nguyên UFO, cố gắng mô tả họ như một phần của cùng một truyền thống.
Dù không liên quan đến đĩa bay hoặc ánh sáng kỳ lạ, có lẽ điều đáng chú ý là có một lịch sử lâu dài về những câu chuyện có mối liên hệ với những sinh vật có trí thông mình ngoài Trái Đất. Những tiết lộ sáng lập của nhiều tôn giáo trên thế giới liên quan đến sự tiếp xúc giữa người sáng lập và một nguồn trí tuệ siêu nhiên, chẳng hạn như một vị thần trong hình dạng con người hoặc một thiên thần. Trong bối cảnh này, người ta có thể mong đợi rằng hầu hết những người tiếp xúc UFO trong thập niên 1950 sẽ thành lập tôn giáo của riêng họ, với người tiếp xúc là nhà lãnh đạo tinh thần duy nhất, và đó chính xác là những gì đã xảy ra, hầu như luôn luôn xảy ra.
Ngay từ thế kỷ 18, những người như Emanuel Swedenborg tự nhận mình có liên hệ tâm linh với cư dân của các hành tinh khác. Năm 1758 chứng kiến việc xuất bản cuốn sách mang tên Concerning Earths in the Solar System, mà Swedenborg đã trình bày chi tiết những chuyến đi được cho là của ông tới các hành tinh có người ở. J. Gordon Melton lưu ý rằng chuyến du hành liên hành tinh của Swedenborg dừng lại ở Sao Thổ, hành tinh xa nhất được biết đến trong thời đại của Swedenborg—ông đã không đến thăm Sao Thiên Vương, Sao Hải Vương hay Sao Diêm Vương. Sau này, chính Helena Blavatsky sẽ kể lại điều tương tự như của Swedenborg.
Năm 1891, cuốn sách của Thomas Blott có nhan đề The Man From Mars được xuất bản. Tác giả tuyên bố mình đã gặp một người Sao Hỏa ở Kentucky. Bất thường đối với một người tiếp xúc UFO lúc ban đầu, Blott viết rằng người Sao Hỏa giao tiếp không phải qua thần giao cách cảm mà bằng tiếng Anh.
Một cuốn sách về người tiếp xúc UFO thời kỳ đầu khác, thuộc loại này, là From India To The Planet Mars (1900) của Theodore Flournoy. Flournoy kể chi tiết những tuyên bố của Helene Smith, lúc đang trong cơn xuất thần, lấy thông tin chủ chốt thu thập được từ những chuyến thăm ngoại cảm của cô ấy đến hành tinh Sao Hỏa—bao gồm bảng chữ cái sao Hỏa và ngôn ngữ cô có thể viết và nói. Flournoy xác định rằng những tuyên bố của Smith là giả mạo, dựa trên chứng hoang tưởng và trí tưởng tượng. Thứ tiếng "Sao Hỏa" của cô chỉ đơn giản là một phiên bản tiếng Pháp rời rạc.

### Tiếp xúc UFO trong thập niên 1900
Hai trong số những người tiếp xúc UFO sớm nhất theo nghĩa hiện đại là William Magoon và Guy Ballard (người sau này là môn đồ của Madame Blavatsky).
Cuốn sách của Magoon có tựa đề William Magoon: Psychic and Healer được xuất bản vào năm 1930. Ông tuyên bố rằng, vào đầu thế kỷ 20, ông đã được chuyển đến Sao Hỏa một cách bất ngờ và tức thì. Hành tinh này về cơ bản giống Trái Đất, với các thành phố và vùng hoang dã. Người dân có radio và ô tô. Mặc dù họ vô hình, Magoon cảm nhận được sự hiện diện của họ.
Mặc dù Magoon ít người biết đến, Ballard sẽ có nhiều tác động hơn thông qua phong trào I Am do chính ông thành lập. Năm 1935, Ballard tuyên bố rằng, vài năm trước đó, ông và hơn 100 người khác đã chứng kiến sự xuất hiện của 12 người Sao Kim trong một hang động bên dưới Núi Shasta. Ballard cho biết, những người Sao Kim này trình diễn âm nhạc trước mặt họ, rồi cho đám đông xem một thiết bị lớn giống như tấm gương hiển thị hình ảnh của sự sống trên sao Kim. Người sao Kim sau đó được cho là đã tường thuật rằng Trái Đất sẽ phải trải qua một kỷ nguyên căng thẳng và chiến tranh, sau mới chuyển sang một thời kỳ hòa bình và thiện chí trên toàn thế giới.
George Adamski, về sau có lẽ trở thành người tiếp xúc UFO nổi bật nhất trong thời đại UFO, là một người tiếp xúc UFO với mối quan tâm trước đó đến những điều huyền bí. Adamski đã thành lập Hội Hoàng gia Tây Tạng vào những năm 1930. Michael Barkun viết, "Những thông điệp [sau này] của Adamski từ người Sao Kim nghe có vẻ đáng ngờ giống như những lời giảng dạy huyền bí trước đó của chính ông ấy."
Christopher Partridge lưu ý, quan trọng là thế hệ người tiếp xúc trước năm 1947 "không liên quan đến UFO". Thay vào đó, ông gợi ý rằng một truyền thống hiện có về sự tiếp xúc với người ngoài hành tinh thông qua linh cảm và ngoại cảm đã nhanh chóng kết hợp thần thoại đĩa bay khi nó hiện diện.

### Tiếp xúc trong thời đại UFO
Báo cáo năm 1947 của Kenneth Arnold đã gây ra sự quan tâm rộng rãi đến đĩa bay, và trước đó không lâu, nhiều người tuyên bố đã tiếp xúc với cư dân đĩa bay. Có một loạt người tiếp xúc gần như liên tục, bắt đầu với George Adamski vào năm 1952. Người dẫn chương trình phát thanh "Long John" Nebel đã phỏng vấn nhiều người tiếp xúc UFO trong chương trình của ông dưới thời đại này. Câu chuyện của người tiếp xúc UFO theo đúng khuôn mẫu trong những ngày này không chỉ liên quan đến các cuộc trò chuyện với những nhà du hành vũ trụ dạng người, thân thiện mà còn tham gia vào các chuyến tham quan bên trong đĩa bay của họ và đi đến các con "Tàu Mẹ" lớn nằm trong quỹ đạo Trái Đất, và thậm chí là các chuyến bay lên Mặt Trăng, Sao Hỏa, Sao Kim, Sao Mộc và Sao Thổ.
Để ủng hộ những tuyên bố của họ, nhóm người tiếp xúc UFO vào đầu thập niên 1950 thường trưng những bức ảnh chụp đĩa bay hoặc phi công lái đĩa bay. Một số bức ảnh về "tàu do thám Sao Kim" của George Adamski và được ông xác định là một đĩa bay ngoài Trái Đất điển hình đã được ghi nhận là có sự tương đồng đáng ngờ với một loại máy ấp trứng gà thường có trước đây, hoàn chỉnh với ba bóng đèn mà Adamski nói là "thiết bị hạ cánh".
Trong hơn hai thập kỷ, người tiếp xúc UFO George Van Tassel đã tổ chức "Hội nghị Tàu Vũ trụ Liên hành tinh Giant Rock" hàng năm tại sa mạc Mojave. Một người tiếp xúc UFO khác trong thập niên 1950, Buck Nelson, đã tổ chức một hội nghị tương tự tại Ozarks bang Missouri cho đến năm 1965.

## Phản ứng lời kể của người tiếp xúc UFO
Ngay cả trong ngành UFO học—bản thân nó cũng chịu sự quan tâm khoa học hoặc học thuật chính thống rất hạn chế và rời rạc—người tiếp xúc UFO thường bị coi là kẻ quá khích, và các nhà nghiên cứu UFO "đứng đắn" về sau đã tránh chủ đề này, vì sợ nó sẽ gây hại cho nỗ lực của họ trong nghiên cứu "nghiêm túc" về hiện tượng UFO. Jacques Vallée lưu ý, "Không có nhà điều tra nghiêm túc nào lại rất lo lắng trước những tuyên bố của 'người tiếp xúc UFO'."
Carl Sagan đã bày tỏ sự hoài nghi về người tiếp xúc UFO và liên lạc với người ngoài hành tinh nói chung, nhận xét rằng người ngoài hành tinh có vẻ rất vui khi trả lời những câu hỏi mơ hồ nhưng khi đối mặt với những câu hỏi cụ thể, về mặt kỹ thuật, họ im lặng:
Thỉnh thoảng, tôi lại nhận được thư của ai đó có "liên hệ" với những sinh vật ngoài Trái Đất. Tôi được mời "hỏi họ bất kỳ điều gì." Và trong nhiều năm, tôi đã chuẩn bị được một danh sách các câu hỏi. Xin nhớ rằng những sinh vật ngoài Trái Đất rất phát triển. Cho nên tôi hỏi những việc như thế này "Xin hãy đưa ra một bằng chứng ngắn gọn về Định lý cuối cùng của Fermat." Hoặc Phỏng đoán Goldbach. Và sau đó tôi phải giải thích những vấn đề này là gì, bởi vì sinh vật ngoài Trái Đất sẽ không gọi đó là Định lý Cuối cùng của Fermat. Cho nên tôi sẽ viết ra phương trình đơn giản với những điều dẫn giải. Tôi chưa bao giờ có được câu trả lời. Mặt khác, nếu tôi hỏi điều gì đó như là "Chúng tôi có ổn không?" tôi gần như luôn nhận được câu trả lời. Bất kỳ điều gì mơ hồ, đặc biệt liên quan đến những đánh giá đạo đức thông thường thì những sinh vật lạ này đều cực kỳ hào hứng trả lời. Nhưng với bất kỳ vấn đề gì cụ thể, trong đó có khả năng phát hiện xem họ có thực sự biết bất kỳ điều gì hơn những gì đa phần con người đã biết không, thì đều chỉ nhận được sự im lặng.
Một thời gian sau khi hiện tượng này thoái trào, nhà sử học của Đại học Temple David M. Jacobs đã ghi nhận một vài sự thật thú vị: lời kể của những người tiếp xúc UFO nổi tiếng ngày càng phức tạp hơn, và khi nhân chứng mới trở nên nổi tiếng, họ thường lùi cuộc gặp gỡ đầu tiên, tuyên bố nó xảy ra sớm hơn hơn bất kỳ ai khác. Jacobs suy đoán rằng đây là một nỗ lực nhằm đạt được mức độ "xác thực" để vượt qua những người tiếp xúc UFO khác.

## Danh sách người tiếp xúc UFO
Những người tự xưng là có tiếp xúc với UFO bao gồm:
| - George Adamski - Wayne Sulo Aho - Orfeo Angelucci - Truman Bethurum - Daniel Fry - Gabriel Green - Steven M. Greer - David Liebe Hart - Betty và Barney Hill - George King - Elizabeth Klarer - Aladino Félix (còn gọi là Dino Kraspedon) - Gloria Lee - Nancy Lieder | - Riley Martin - Billy Meier - Howard Menger - Buck Nelson - Ted Owens - Sixto Paz Wells - Reinhold O. Schmidt - Whitley Strieber - Sun Ra - George Van Tassel - Samuel Eaton Thompson - Claude Vorilhon - George Hunt Williamson - Dwight York |